# John Keister (ur. 1970)
John Keister (ur. 11 listopada 1970 w Manchesterze) – sierraleoński piłkarz grający na pozycji pomocnika, a następnie trener piłkarski. Od 2020 jest selekcjonerem reprezentacji Sierra Leone.

## Kariera piłkarska
Swoją piłkarską karierę Keister rozpoczął w angielskim klubie Walsall. W sezonie 1993/1994 zadebiutował w jego barwach w Division Three. W sezonie 1994/1995 wywalczył z nim awans do Division Two. W Walsall grał do końca sezonu 1998/1999, w którym wywalczył z nim awans do Division One.
W 1999 roku Keister przeszedł do Chester City. W latach 2000–2001 grał w Shrewsbury Town. W latach 2001–2006 występował w amatorskim Margate, a w latach 2006–2009 – w Dover Athletic. W latach 2009–2011 ponownie grał w Margate, w którym zakończył karierę.
| Sezon   | Klub            | Kraj   | Rozgrywki             | Mecze | Gole |
| ------- | --------------- | ------ | --------------------- | ----- | ---- |
| 1993/94 | Walsall         | Anglia | Division Three        | 22    | 1    |
| 1994/95 | Walsall         | Anglia | Division Three        | 11    | 0    |
| 1995/96 | Walsall         | Anglia | Division Two          | 21    | 0    |
| 1996/97 | Walsall         | Anglia | Division Two          | 36    | 1    |
| 1997/98 | Walsall         | Anglia | Division Two          | 13    | 0    |
| 1998/99 | Walsall         | Anglia | Division Two          | 2     | 0    |
| 1999/00 | Chester City    | Anglia | Division Three        | 10    | 0    |
| 2000/01 | Shrewsbury Town | Anglia | Division Three        | 8     | 0    |
| 2000/01 | Margate         | Anglia | Southern Premier      | 10    | 3    |
| 2001/02 | Margate         | Anglia | Conference            | 11    | 6    |
| 2002/03 | Margate         | Anglia | Conference            | 33    | 1    |
| 2003/04 | Margate         | Anglia | Conference            | 31    | 1    |
| 2004/05 | Margate         | Anglia | Conference South      | 35    | 0    |
| 2005/06 | Margate         | Anglia | Isthmian Premier      | 34    | 0    |
| 2006/07 | Dover Athletic  | Anglia | Isthmian Division One | ?     | ?    |
| 2007/08 | Dover Athletic  | Anglia | Isthmian Division One | 38    | 2    |
| 2008/09 | Dover Athletic  | Anglia | Isthmian Premier      | ?     | ?    |
| 2009/10 | Margate         | Anglia | Isthmian Premier      | ?     | ?    |
| 2010/11 | Margate         | Anglia | Isthmian Premier      | ?     | ?    |

## Kariera reprezentacyjna
W reprezentacji Sierra Leone Keister zadebiutował 26 kwietnia 1997 w przegranym 0:1 meczu eliminacji do MŚ 1998 z Marokiem, rozegranym we Freetown. Od 1997 do 2002 rozegrał w kadrze narodowej 8 meczów.

## Kariera trenerska
W swojej karierze trenerskiej Keister prowadził zespół Margate FC w latach 2011–2012. Do 2018 roku prowadził sierraleoński FC Johansen, a w latach 2018–2020 był trenerem East End Lions. W 2019 roku doprowadził go do wywalczenia mistrzostwa Sierra Leone.
W latach 2017–2019 Keister był selekcjonerem reprezentacji Sierra Leone. W 2020 roku ponownie objął to stanowisko i prowadził kadrę narodową w Pucharze Narodów Afryki 2021.